# Kasuarisral
De kasuarisral (Megacrex inepta) is een vogel uit de familie van de rallen, koeten en waterhoentjes (Rallidae).

## Verspreiding en leefgebied
Deze soort is endemisch in Nieuw-Guinea en telt twee ondersoorten:
- M. i. pallida: het noordelijke deel van Centraal-Nieuw-Guinea.
- M. i. inepta: het zuidelijke deel van Centraal-Nieuw-Guinea.